# 8608 Chelomey
8608 Chelomey este un asteroid din centura principală de asteroizi.

## Descriere
8608 Chelomey este un asteroid din centura principală de asteroizi. A fost descoperit pe 16 decembrie 1976 la Observatorul astrofizic din Crimeea de Liudmila Cernîh. El prezintă o orbită caracterizată de o semiaxă mare de 2,27 ua, o excentricitate de 0,14 și o înclinație de 11,1° în raport cu ecliptica.